# Abednico Powell
Abednico Powell (sinh ngày 28 tháng 1 năm 1983) là một cầu thủ bóng đá người Botswana hiện tại thi đấu cho Mogoditshane Fighters.

## Sự nghiệp
Powell bắt đầu sự nghiệp chuyên nghiệp năm 2006 cùng với ECCO City Green và ký hợp đồng vào mùa hè năm 2007 cùng với Extension Gunners. Powell rời câu lạc bộ vào tháng 1 năm 2010, đến với kình địch Township Rollers. Sau đó, anh rời Township Rollers và ký hợp đồng với Mogoditshane Fighters.

### Quốc tế
Anh từng thi đấu một trận cho Đội tuyển bóng đá quốc gia Botswana.